# Sigma Serpentis
Sigma Serpentis (50 Serpentis) é uma estrela na direção da constelação de Serpens. Possui uma ascensão reta de 16h 22m 04.44s e uma declinação de +01° 01′ 44.1″. Sua magnitude aparente é igual a 4.82. Considerando sua distância de 89 anos-luz em relação à Terra, sua magnitude absoluta é igual a 2.64. Pertence à classe espectral F0V.